# Estadi Nya Parken
L'Estadi Nya Parken, anteriorment anomenat Norrköpings Idrottspark, i per patrocini PlatinumCars Arena, és un estadi de futbol de la ciutat de Norrköping, a Suècia.
Va ser inaugurat el 25 de setembre de 1903 i és utilitzat principalment per la pràctica de futbol, essent la seu dels clubs IFK Norrköping, IK Sleipner i IF Sylvia. Va ser seu de la Copa del Món de Futbol de 1958.

## Referències

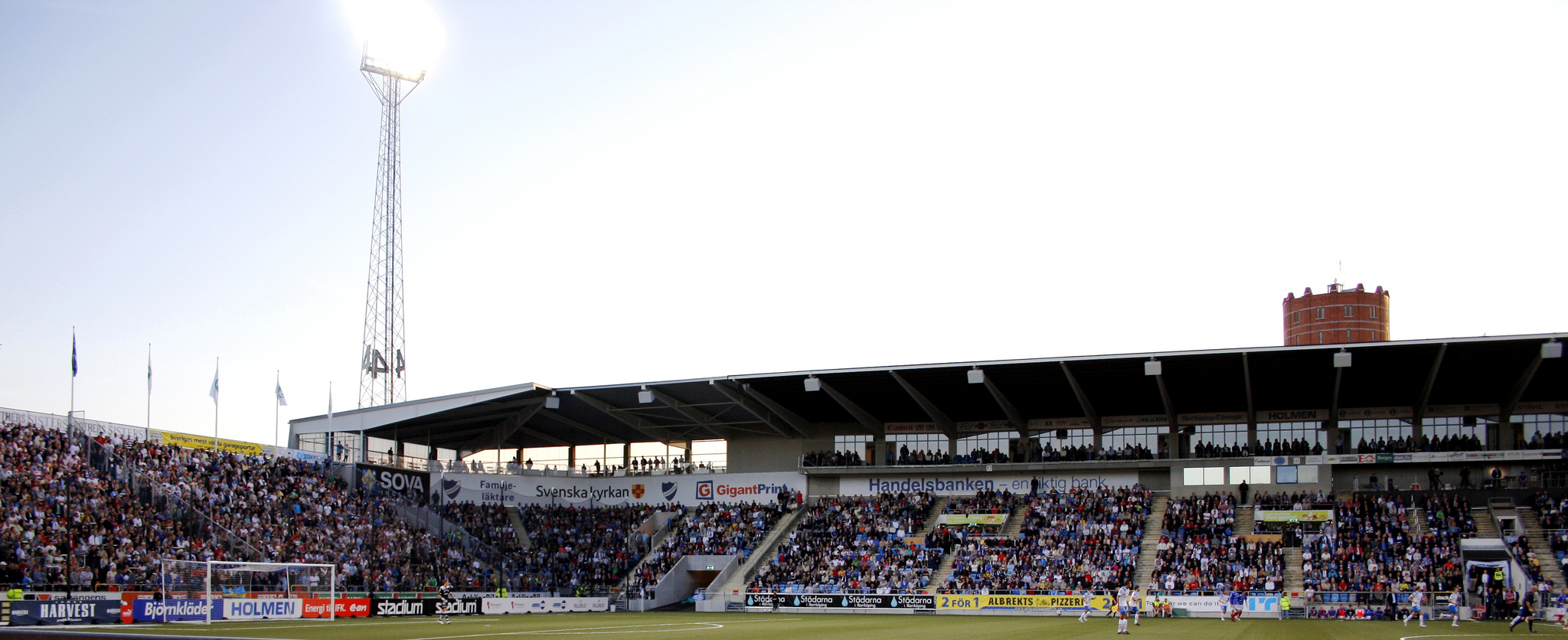
Imatge de l'estadi.